# 2020新竹市國際風箏節
2020新竹市國際風箏節是2020年8月29日至8月30日，於台灣新竹市北區新竹漁港（又稱南寮漁港），由新竹市政府主辦的第四屆新竹市國際風箏節。

## 簡介
該屆活動已為新竹市國際風箏節連續第四年舉辦，邀請15支隊伍參與，來自臺灣、英國、美國、德國、法國、澳大利亞的藝術風箏創作。場地規劃有大型軟體風箏、特技風箏、主題風箏與民眾自由放飛區。2020年的活動以恐龍為主題，最顯眼的為一具超過16米長的飛龍軟體風箏。

## 事故
活動第二日，即8月30日下午15時40分(UTC+8)，在施放糖果風箏時，意外纏住一位女童，將其捲往空中持續30秒，所幸女童平安落地，僅受到驚嚇與輕微擦傷。由於畫面驚險，這一事件也有許多國內、外媒體關注。事後新竹市政府立即暫停此次2020年新竹市國際風箏節的活動。

## 外部連結
- 官方网站
- 2020新竹市國際風箏節的Facebook專頁